# Champions Trophy
El Champions Trophy o Trofeo de Campeones fue un torneo de selecciones nacionales de hockey sobre césped. Fue el tercer torneo en importancia de la Federación Internacional de Hockey, precedido por los Juegos Olímpicos y el Campeonato Mundial. Este torneo presentaba a las selecciones más destacadas del mundo. Se disputaba en una fase de todos contra todos y una fase de eliminación directa.
En cada edición competía el país anfitrión, los campeones defensores y subcampeones del Champions Trophy, los Juegos Olímpicos, el Campeonato Mundial, la Liga Mundial y el Champions Challenge lo disputaban las selecciones mejor ubicadas en el Campeonato Mundial o Juegos Olímpicos más recientes y dos equipos designados por la federación.
El torneo masculino se disputó por primera vez en 1978, tras lo cual se jugó anualmente hasta 2012. En tanto, el torneo femenino se jugó cada dos años desde 1987 hasta 1999 y de manera anual hasta 2012.
A partir de 2012, el Champions Trophy se disputaba cada dos años, alternándose así con la fase final de la nueva Liga Mundial de Hockey. Además, el torneo había sido reducido a seis equipos en 2016.
La primera edición masculina tuvo cinco equipos, la segunda presentó a siete selecciones, luego se pasó a disputar con seis equipos, excepto en 1987 y 2007, donde compitieron ocho. En tanto, las primeras ediciones del torneo femenino enfrentaron a seis selecciones. Ambos torneos se ampliaron a ocho equipos en 2011 y se redujeron a seis en 2016.

## División de los equipos
Las flechas que hay en algunos equipos indican si en la anterior temporada fue campeón del Champions Challenge y ascendió al Champions Trophy, o si terminó en posición de relegación al Champions Challenge, que si bien comúnmente es el octavo puesto, no siempre lo es.
| - Argentina - Australia - Bélgica | - India - Países Bajos - Pakistán |

| - Argentina - Reino Unido - Países Bajos | - Australia - Estados Unidos - Nueva Zelanda |

| - Reemplazado por la Liga Mundial de Hockey |

| - Reemplazado por la Liga Mundial de Hockey |

## Campeones

### Hombres
| 1978          | Gaddafi Cricket Stadium, Lahore              | Pakistán            | [ 1 ]        | Australia           | Gran Bretaña        |              | Nueva Zelanda   |
| 1980          | National Hockey Stadium, Karachi             | Pakistán            | [ 1 ]        | Alemania Occidental | Australia           |              | Países Bajos    |
| 1981          | National Hockey Stadium, Karachi             | Países Bajos        | [ 1 ]        | Australia           | Alemania Occidental |              | Pakistán        |
| 1982          | Wagener Stadium, Amstelveen                  | Países Bajos        | [ 1 ]        | Australia           | India               |              | Pakistán        |
| 1983          | National Hockey Stadium, Karachi             | Australia           | [ 1 ]        | Pakistán            | Alemania Occidental |              | India           |
| 1984          | National Hockey Stadium, Karachi             | Australia           | [ 1 ]        | Pakistán            | Gran Bretaña        |              | Países Bajos    |
| 1985          | Perth Hockey Stadium, Perth                  | Australia           | [ 1 ]        | Gran Bretaña        | Alemania Occidental |              | Pakistán        |
| 1986          | National Hockey Stadium, Karachi             | Alemania            | [ 1 ]        | Australia           | Pakistán            |              | Gran Bretaña    |
| 1987          | Wagener Stadium, Amstelveen                  | Alemania Occidental | [ 1 ]        | Países Bajos        | Australia           |              | Gran Bretaña    |
| 1988          | National Hockey Stadium, Lahore              | Alemania Occidental | [ 1 ]        | Pakistán            | Australia           |              | Unión Soviética |
| 1989          | Olympia-Stadion, Berlín                      | Australia           | [ 1 ]        | Países Bajos        | Alemania Occidental |              | Pakistán        |
| 1990          | National Hockey Centre, Melbourne            | Australia           | [ 1 ]        | Países Bajos        | Alemania Occidental |              | Pakistán        |
| 1991          | Olympia-Stadion, Berlín                      | Alemania            | [ 1 ]        | Pakistán            | Países Bajos        |              | Australia       |
| 1992          | National Hockey Stadium, Karachi             | Alemania            | 4–0          | Australia           | Pakistán            | 2-1          | Países Bajos    |
| 1993          | Tun Razak Stadium, Kuala Lumpur              | Australia           | 4–0          | Alemania            | Países Bajos        | 6-2          | Pakistán        |
| 1994          | National Hockey Stadium, Lahore              | Pakistán            | 2–2 (7–6 PS) | Alemania            | Países Bajos        | 2–2 (9–8 PS) | Australia       |
| 1995          | Olympia-Stadion, Berlín                      | Alemania            | 2–2 (4–2 PS) | Australia           | Pakistán            | 2-1          | Países Bajos    |
| 1996          | Mayor Radhakrishnan Stadium, Madras          | Países Bajos        | 3–2          | Pakistán            | Alemania            | 5-0          | India           |
| 1997          | Pines Hockey Stadium, Adelaida               | Alemania            | 3–2 (AET)    | Australia           | España              | 2-1          | Países Bajos    |
| 1998          | National Hockey Stadium, Lahore              | Países Bajos        | 3–1          | Pakistán            | Australia           | 1-1 (8-7 PS) | Corea del Sur   |
| 1999          | State Hockey Centre, Brisbane                | Australia           | 3–1          | Corea del Sur       | Países Bajos        | 5-2          | España          |
| 2000          | Wagener Stadium, Amstelveen                  | Países Bajos        | 2–1 (AET)    | Alemania            | Corea del Sur       | 3-0          | España          |
| 2001          | HRC Stadium, Róterdam                        | Alemania            | 2–1          | Australia           | Países Bajos        | 5-2          | Pakistán        |
| 2002          | Hockey Club Stadion Rot-Weiss, Colonia       | Países Bajos        | 0–0 (3–2 PS) | Alemania            | Pakistán            | 4-3          | India           |
| 2003          | Wagener Stadium, Amstelveen                  | Países Bajos        | 4–2          | Australia           | Pakistán            | 4-3          | India           |
| 2004          | National Hockey Stadium, Lahore              | España              | 4–2          | Países Bajos        | Pakistán            | 3-2          | India           |
| 2005          | Mayor Radhakrishnan Stadium, Madrás          | Australia           | 3–1          | Países Bajos        | España              | 5-2          | Alemania        |
| 2006          | Club de Atlétic Terrassa, Tarrasa            | Países Bajos        | 2–1          | Alemania            | España              | 2-2 (5-4 PS) | Australia       |
| 2007          | National Hockey Stadium, Kuala Lumpur        | Alemania            | 1–0          | Australia           | Países Bajos        | 3-2          | Corea del Sur   |
| 2008          | HRC Stadium, Róterdam                        | Australia           | 4-1          | España              | Argentina           | 2-2 (5-3 PS) | Países Bajos    |
| 2009          | State Netball & Hockey Centre, Melbourne     | Australia           | 5-3          | Alemania            | Corea del Sur       | 4-2          | Países Bajos    |
| 2010          | Warsteiner HockeyPark, Mönchengladbach       | Australia           | 4-0          | Gran Bretaña        | Países Bajos        | 4-1          | Alemania        |
| 2011 Detalles | North Harbour Hockey Stadium, Auckland       | Australia           | 1-0          | España              | Países Bajos        | 5-3          | Nueva Zelanda   |
| 2012 Detalles | State Netball and Hockey Centre, Melbourne   | Australia           | 2-1          | Países Bajos        | Pakistán            | 3-2          | India           |
| 2014 Detalles | Kalinga Stadium, Bhubaneshwar                | Alemania            | 2-0          | Pakistán            | Australia           | 2-1          | India           |
| 2016 Detalles | Lee Valley Hockey and Tennis Centre, Londres | Australia           | 0-0 (3-1 PS) | India               | Alemania            | 1-0          | Gran Bretaña    |
| 2018 Detalles | BH & BC Breda, Breda                         | Australia           | 1-1 (3-1 PS) | India               | Países Bajos        | 2-0          | Argentina       |

### Mujeres
| 1987 Detalles | Wagener Stadium, Amstelveen                       | Países Bajos  | [ 1 ]        | Australia     | Corea del Sur  | [ 1 ]        | Canadá        |
| 1989 Detalles | Fráncfort del Meno                                | Corea del Sur | [ 1 ]        | Australia     | Alemania       | [ 1 ]        | Reino Unido   |
| 1991 Detalles | Estadio Olímpico de Berlín, Berlín                | Australia     | [ 1 ]        | Alemania      | Países Bajos   | [ 1 ]        | España        |
| 1993 Detalles | Wagener Stadium, Amstelveen                       | Australia     | 1–1 (4–2 PS) | Países Bajos  | Alemania       | 2–0          | Corea del Sur |
| 1995 Detalles | Mar del Plata                                     | Australia     | 1–1 (4–3 PS) | Corea del Sur | Estados Unidos | 0–0 (4–1 PS) | Alemania      |
| 1997 Detalles | Estadio Olímpico de Berlín, Berlín                | Australia     | 2–1 (AET)    | Alemania      | Países Bajos   | 5–2          | Corea del Sur |
| 1999 Detalles | Queensland State Hockey Centre, Brisbane          | Australia     | 3–2          | Países Bajos  | Alemania       | 1–0          | Argentina     |
| 2000 Detalles | Wagener Stadium, Amstelveen                       | Países Bajos  | 3–2          | Alemania      | Australia      | 1–0          | Argentina     |
| 2001 Detalles | Wagener Stadium, Amstelveen                       | Argentina     | 3–2          | Países Bajos  | Australia      | 2–1 (AET)    | China         |
| 2002 Detalles | Macao Stadium, Macao                              | China         | 2–2 (3–1 PS) | Argentina     | Países Bajos   | 4–3 (AET)    | Australia     |
| 2003 Detalles | State Hockey Centre, Sídney                       | Australia     | 3–2          | China         | Países Bajos   | 3–2          | Argentina     |
| 2004 Detalles | Jockey Club de Rosario, Rosario                   | Países Bajos  | 2–0          | Alemania      | Argentina      | 3–2          | Australia     |
| 2005 Detalles | National Hockey Centre, Canberra                  | Países Bajos  | 0–0 (5–4 PS) | Australia     | China          | 2–2 (9–8 PS) | Argentina     |
| 2006 Detalles | Wagener Stadium, Amstelveen                       | Alemania      | 3–2          | China         | Países Bajos   | 1–1 (4–1 PS) | Argentina     |
| 2007 Detalles | Estadio Nacional, Quilmes                         | Países Bajos  | 1–0          | Argentina     | Alemania       | 2–0          | Australia     |
| 2008 Detalles | Warsteiner HockeyPark, Mönchengladbach            | Argentina     | 6-2          | Alemania      | Países Bajos   | 3–0          | China         |
| 2009 Detalles | Sídney Olympic Park Hockey Centre, Sídney         | Argentina     | 0–0 (4–3 PS) | Australia     | Países Bajos   | 5-2          | Alemania      |
| 2010 Detalles | Highfields Sports Club, Nottingham                | Argentina     | 4-2          | Países Bajos  | Inglaterra     | 2-1          | Alemania      |
| 2011 Detalles | Wagener Stadium, Ámsterdam                        | Países Bajos  | 3-3 (3-2 PS) | Argentina     | Nueva Zelanda  | 3-2          | Corea del Sur |
| 2012 Detalles | Estadio Mundialista de Hockey, Rosario            | Argentina     | 1-0          | Reino Unido   | Países Bajos   | 5-4          | Alemania      |
| 2014 Detalles | Estadio Mendocino de Hockey sobre Césped, Mendoza | Argentina     | 1-1 (3-1 PS) | Australia     | Países Bajos   | 2-1          | Nueva Zelanda |
| 2016 Detalles | Lee Valley Hockey and Tennis Centre, Londres      | Argentina     | 2-1          | Países Bajos  | Estados Unidos | 2-2 (1-0 PS) | Australia     |
| 2018 Detalles | Wujin Hockey Stadium, Changzhou                   | Países Bajos  | 5-1          | Australia     | Argentina      | 6-0          | China         |

## Estadísticas de los campeones

### Mujeres
| Equipo         | Campeón                                      | Subcampeón                             | Tercer lugar                                             | Cuarto lugar                     |
| -------------- | -------------------------------------------- | -------------------------------------- | -------------------------------------------------------- | -------------------------------- |
| Argentina      | 7 (2001, 2008, 2009, 2010, 2012, 2014, 2016) | 3 (2002, 2007, 2011)                   | 2 (2004, 2018)                                           | 5 (1999, 2000, 2003, 2005, 2006) |
| Países Bajos   | 7 (1987, 2000, 2004, 2005, 2007, 2011, 2018) | 5 (1993, 1999, 2001, 2010, 2016)       | 9 (1991, 1997, 2002, 2003, 2006, 2008, 2009, 2012, 2014) |                                  |
| Australia      | 6 (1991, 1993, 1995, 1997, 1999, 2003)       | 6 (1987, 1989, 2005, 2009, 2014, 2018) | 2 (2000, 2001)                                           | 4 (2002, 2004, 2007, 2016)       |
| Alemania       | 1 (2006)                                     | 5 (1991, 1997, 2000, 2004, 2008)       | 4 (1989, 1993, 1999, 2007)                               | 3 (1995, 2009, 2010, 2012)       |
| China          | 1 (2002)                                     | 2 (2003, 2006)                         | 1 (2005)                                                 | 3 (2001, 2008, 2018)             |
| Corea del Sur  | 1 (1989)                                     | 1 (1995)                               | 1 (1987)                                                 | 3 (1993, 1997, 2011)             |
| Reino Unido    |                                              | 1 (2012)                               |                                                          | 1 (1989)                         |
| Estados Unidos |                                              |                                        | 2 (1995, 2016)                                           |                                  |
| Inglaterra     |                                              |                                        | 1 (2010)                                                 |                                  |
| Nueva Zelanda  |                                              |                                        | 1 (2011)                                                 | 1 (2014)                         |
| Canadá         |                                              |                                        |                                                          | 1 (1987)                         |
| España         |                                              |                                        |                                                          | 1 (1991)                         |